# Wereldkampioenschap superbike van Losail 2017
Het wereldkampioenschap superbike van Losail 2017 was de dertiende en laatste ronde van het wereldkampioenschap superbike en de twaalfde en laatste ronde ronde van het wereldkampioenschap Supersport 2017. De races werden verreden op 3 en 4 november 2017 op het Losail International Circuit nabij Doha, Qatar.
Lucas Mahias werd gekroond tot kampioen in de Supersport-klasse met een overwinning in de race, wat genoeg was om zijn laatste concurrent Kenan Sofuoğlu voor te kunnen blijven.

## Superbike

### Race 1
| Pos | Nr  | Rijder               | Constructeur | Rondes | Tijd        | Grid | Punten |
| --- | --- | -------------------- | ------------ | ------ | ----------- | ---- | ------ |
| 1   | 1   | Jonathan Rea         | Kawasaki     | 17     | 33:41.021   | 1    | 25     |
| 2   | 7   | Chaz Davies          | Ducati       | 17     | +4.944      | 8    | 20     |
| 3   | 33  | Marco Melandri       | Ducati       | 17     | +10.405     | 9    | 16     |
| 4   | 50  | Eugene Laverty       | Aprilia      | 17     | +12.052     | 6    | 13     |
| 5   | 32  | Lorenzo Savadori     | Aprilia      | 17     | +12.339     | 4    | 11     |
| 6   | 66  | Tom Sykes            | Kawasaki     | 17     | +15.587     | 3    | 10     |
| 7   | 81  | Jordi Torres         | BMW          | 17     | +16.789     | 11   | 9      |
| 8   | 5   | Sylvain Guintoli     | Kawasaki     | 17     | +17.869     | 10   | 8      |
| 9   | 2   | Leon Camier          | MV Agusta    | 17     | +18.494     | 12   | 7      |
| 10  | 40  | Román Ramos          | Kawasaki     | 17     | +22.660     | 16   | 6      |
| 11  | 11  | Jérémy Guarnoni      | Kawasaki     | 17     | +36.011     | 17   | 5      |
| 12  | 45  | Jacob Gagne          | Honda        | 17     | +38.237     | 18   | 4      |
| 13  | 44  | Roberto Rolfo        | Kawasaki     | 17     | +49.659     | 20   | 3      |
| 14  | 37  | Ondřej Ježek         | Kawasaki     | 17     | +50.079     | 19   | 2      |
| DNF | 22  | Alex Lowes           | Yamaha       | 15     | Ongeluk     | 2    |        |
| DNF | 12  | Javier Forés         | Ducati       | 10     | Uitgevallen | 5    |        |
| DNF | 35  | Raffaele De Rosa     | BMW          | 10     | Ongeluk     | 13   |        |
| DNF | 60  | Michael van der Mark | Yamaha       | 6      | Ongeluk     | 7    |        |
| DNF | 34  | Davide Giugliano     | Honda        | 5      | Uitgevallen | 15   |        |
| DNF | 121 | Alessandro Andreozzi | Yamaha       | 3      | Ongeluk     | 14   |        |

### Race 2
| Pos | Nr  | Rijder               | Constructeur | Rondes | Tijd         | Grid | Punten |
| --- | --- | -------------------- | ------------ | ------ | ------------ | ---- | ------ |
| 1   | 1   | Jonathan Rea         | Kawasaki     | 17     | 33:39.718    | 1    | 25     |
| 2   | 7   | Chaz Davies          | Ducati       | 17     | +1.961       | 8    | 20     |
| 3   | 22  | Alex Lowes           | Yamaha       | 17     | +4.185       | 2    | 16     |
| 4   | 60  | Michael van der Mark | Yamaha       | 17     | +5.843       | 7    | 13     |
| 5   | 12  | Javier Forés         | Ducati       | 17     | +8.987       | 5    | 11     |
| 6   | 33  | Marco Melandri       | Ducati       | 17     | +14.675      | 9    | 10     |
| 7   | 50  | Eugene Laverty       | Aprilia      | 17     | +16.251      | 6    | 9      |
| 8   | 5   | Sylvain Guintoli     | Kawasaki     | 17     | +16.675      | 10   | 8      |
| 9   | 2   | Leon Camier          | MV Agusta    | 17     | +19.607      | 12   | 7      |
| 10  | 40  | Román Ramos          | Kawasaki     | 17     | +20.628      | 16   | 6      |
| 11  | 35  | Raffaele De Rosa     | BMW          | 17     | +26.043      | 13   | 5      |
| 12  | 45  | Jacob Gagne          | Honda        | 17     | +32.656      | 18   | 4      |
| 13  | 121 | Alessandro Andreozzi | Yamaha       | 17     | +41.197      | 14   | 3      |
| 14  | 37  | Ondřej Ježek         | Kawasaki     | 17     | +41.844      | 19   | 2      |
| 15  | 44  | Roberto Rolfo        | Kawasaki     | 17     | +47.116      | 20   | 1      |
| 16  | 11  | Jérémy Guarnoni      | Kawasaki     | 15     | +2 ronden    | 17   |        |
| DNF | 66  | Tom Sykes            | Kawasaki     | 2      | Ongeluk      | 3    |        |
| DNF | 32  | Lorenzo Savadori     | Aprilia      | 2      | Uitgevallen  | 4    |        |
| DNF | 81  | Jordi Torres         | BMW          | 1      | Ongeluk      | 11   |        |
| DNS | 34  | Davide Giugliano     | Honda        | 0      | Niet gestart |      |        |

## Supersport
| Pos | Nr  | Rijder              | Constructeur | Rondes | Tijd        | Grid | Punten |
| --- | --- | ------------------- | ------------ | ------ | ----------- | ---- | ------ |
| 1   | 144 | Lucas Mahias        | Yamaha       | 15     | 30:39.805   | 1    | 25     |
| 2   | 16  | Jules Cluzel        | Honda        | 15     | +0.023      | 2    | 20     |
| 3   | 1   | Kenan Sofuoğlu      | Kawasaki     | 15     | +3.788      | 4    | 16     |
| 4   | 64  | Federico Caricasulo | Yamaha       | 15     | +3.845      | 7    | 13     |
| 5   | 13  | Anthony West        | Kawasaki     | 15     | +7.946      | 12   | 11     |
| 6   | 66  | Niki Tuuli          | Yamaha       | 15     | +8.112      | 3    | 10     |
| 7   | 32  | Sheridan Morais     | Yamaha       | 15     | +8.336      | 6    | 9      |
| 8   | 81  | Luke Stapleford     | Triumph      | 15     | +10.435     | 8    | 8      |
| 9   | 4   | Gino Rea            | Kawasaki     | 15     | +10.551     | 13   | 7      |
| 10  | 111 | Kyle Smith          | Honda        | 15     | +13.349     | 9    | 6      |
| 11  | 87  | Lorenzo Zanetti     | MV Agusta    | 15     | +16.215     | 15   | 5      |
| 12  | 11  | Christian Gamarino  | Honda        | 15     | +25.611     | 11   | 4      |
| 13  | 25  | Alex Baldolini      | Yamaha       | 15     | +26.801     | 16   | 3      |
| 14  | 69  | Xavier Cardelús     | Yamaha       | 15     | +30.242     | 23   | 2      |
| 15  | 35  | Stefan Hill         | Triumph      | 15     | +32.684     | 20   | 1      |
| 16  | 71  | Christoffer Bergman | Honda        | 15     | +37.256     | 14   |        |
| 17  | 10  | Nacho Calero        | Kawasaki     | 15     | +46.892     | 26   |        |
| 18  | 83  | Lachlan Epis        | Kawasaki     | 15     | +1:06.687   | 24   |        |
| 19  | 63  | Zulfahmi Khairuddin | Kawasaki     | 15     | +1:24.025   | 19   |        |
| DNF | 26  | Kazuki Watanabe     | Kawasaki     | 14     | Uitgevallen | 17   |        |
| DNF | 78  | Hikari Okubo        | Honda        | 11     | Uitgevallen | 21   |        |
| DNF | 99  | P.J. Jacobsen       | MV Agusta    | 7      | Uitgevallen | 5    |        |
| DNF | 195 | Mashel Al Naimi     | Kawasaki     | 4      | Uitgevallen | 22   |        |
| DNF | 48  | Giuseppe Scarcella  | Honda        | 4      | Ongeluk     | 25   |        |
| DNF | 112 | Saeed Al Sulaiti    | Kawasaki     | 3      | Uitgevallen | 18   |        |
| DNF | 65  | Michael Canducci    | Kawasaki     | 0      | Ongeluk     | 10   |        |

## Eindstanden na wedstrijd

### Superbike
| Pos | Nr | Rijder         | Team     | Punten |
| --- | -- | -------------- | -------- | ------ |
| 1   | 1  | Jonathan Rea   | Kawasaki | 556    |
| 2   | 7  | Chaz Davies    | Ducati   | 403    |
| 3   | 66 | Tom Sykes      | Kawasaki | 373    |
| 4   | 33 | Marco Melandri | Ducati   | 327    |
| 5   | 22 | Alex Lowes     | Yamaha   | 242    |

### Supersport
| Pos | Nr  | Rijder              | Team     | Punten |
| --- | --- | ------------------- | -------- | ------ |
| 1   | 144 | Lucas Mahias        | Yamaha   | 190    |
| 2   | 1   | Kenan Sofuoğlu      | Kawasaki | 161    |
| 3   | 16  | Jules Cluzel        | Honda    | 155    |
| 4   | 32  | Sheridan Morais     | Yamaha   | 141    |
| 5   | 64  | Federico Caricasulo | Yamaha   | 118    |

2005 · 2006 · 2007 · 2008 · 2009 · 2014 · 2015 · 2016 · 2017 · 2018 · 2019